# Mitja Tusek
Mitja Tusek (Maribor, Eslovènia, 1961) és un pintor eslovè. La seva obra ha estat exposada en nombroses institucions internacionals, com la Documenta de Kassel, la Kunsthalle de Berna, el Museu Irlandès d'Art Modern, el Museu d'Art Modern d'Oxford o la Fundació Joan Miró de Barcelona. La seva obra està representada per la Galeria Nelson a París.